# Ignaz Reimann

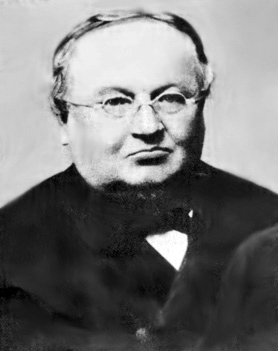
Ignaz Reimann

Ignaz Reimann (* 27. Dezember 1820 in Albendorf, Landkreis Glatz, Provinz Schlesien; † 17. Juni 1885 in Rengersdorf, Landkreis Glatz) war ein deutscher Lehrer, Kirchenmusiker und Komponist. Sein bekanntestes Werk ist die Christkindlmesse.

## Leben
Den ersten Musikunterricht erhielt Ignaz Reimann von seinem Vater, der Gastwirt und Musiker im schlesischen Marienwallfahrtsort Albendorf war. Sein Schullehrer, auch Kantor im Ort, bemerkte sein musikalisches Talent und bildete ihn im Orgelspiel aus. Bereits mit zehn Jahren war er in der Lage, seinen Lehrer an der Orgel zu vertreten.
Von 1838 bis 1841 besuchte er das katholische Schullehrerseminar in Breslau. Hier kam er mit der durch die kompositorische Tätigkeit von Joseph Ignaz Schnabel (1767–1831) begründeten sogenannten Breslauer Schule in Berührung. Joseph Ignaz Schnabels Neffe Joseph Schnabel (1809–1881), Musikdirektor und Domkapellmeister, übertrug seinem Zögling wegen dessen hervorragenden musikalischen Leistungen das Amt des Musikleiters im Seminar.
Nach Abschluss des Seminars arbeitete Reimann zwei Jahre als Hilfslehrer in Niederhannsdorf bei Glatz. 1843 holte ihn der Rengersdorfer Schulmeister und Kantor an seine Schule. Nach dessen Tod im Jahr 1852 übernahm Reimann das Doppelamt als Schulleiter und Kantor.
Während er schon seit seiner Breslauer Zeit kleinere kirchenmusikalische Werke komponiert hatte, begann nun bei ihm als Rengersdorfer Kantor eine fruchtbare Schaffensperiode. Der Mangel an singbaren Werken brachte ihn dazu, es als seine Lebensaufgabe zu betrachten, diese Lücke zu schließen und eine Brücke zwischen der alten und der neuen Kirchenmusik zu schlagen. Volkstümlichkeit und Eingängigkeit zählen zu den Wesensmerkmalen seiner Musik. Seine Kompositionen fanden Anerkennung und schnelle Verbreitung in Schlesien und darüber hinaus. In Rengersdorf bereitete er zahlreiche Kantoren auf ihren Beruf vor.
Eine zunehmende Schwerhörigkeit behinderte ihn zwar in seinem Lehrerberuf, nicht aber beim Komponieren. 1884 erlitt Reimann einen Schlaganfall, der zu einer teilweisen Lähmung seines rechten Armes führte. Er beantragte seine Versetzung in den Ruhestand, die ihm zum 1. Juli 1885 gewährt wurde. Drei Tage darauf erlitt er einen zweiten Schlaganfall, der nach zwei Wochen zum Tode führte.

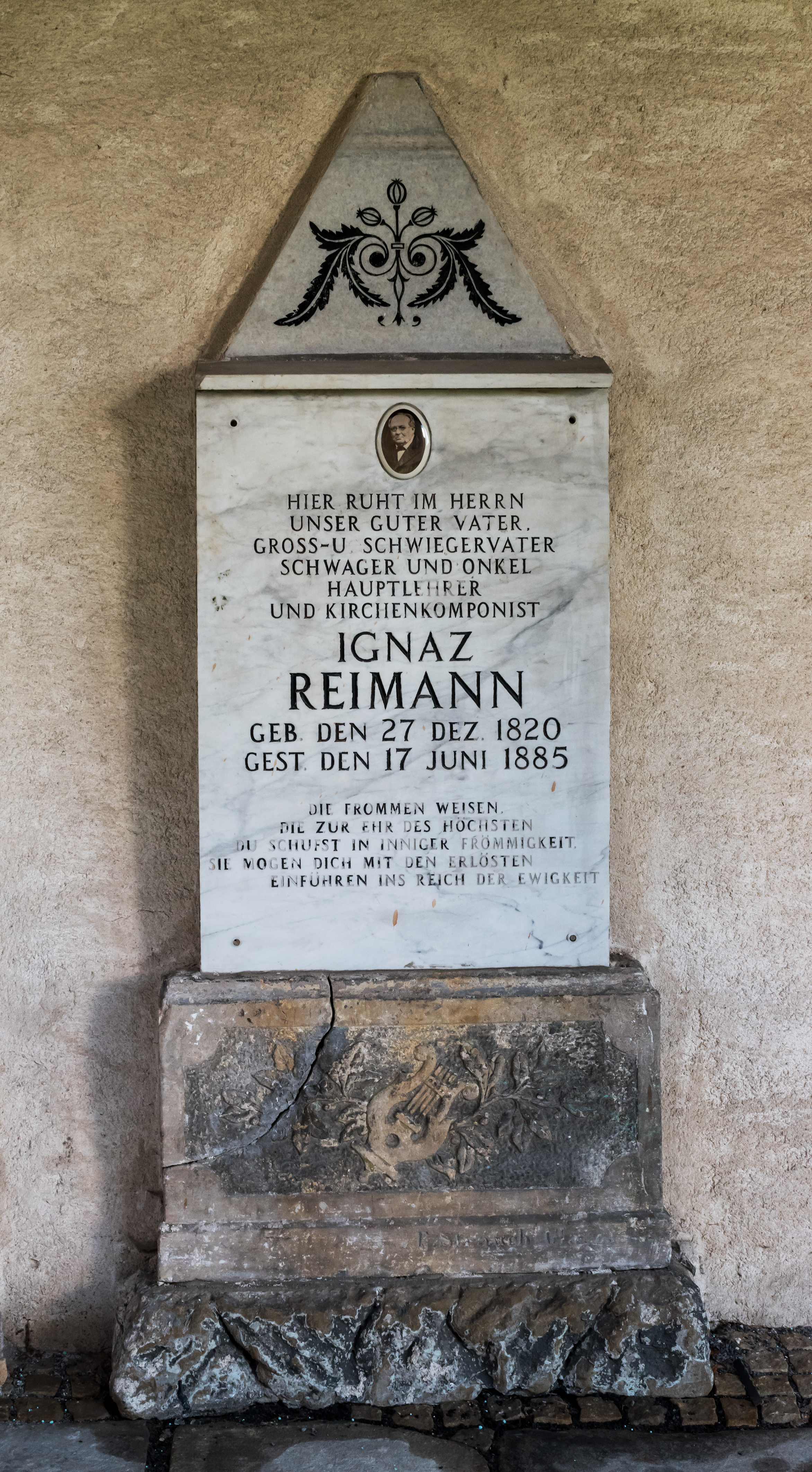
Grabinschrift Ignaz Reimann, Rengersdorf (Krosnowice)

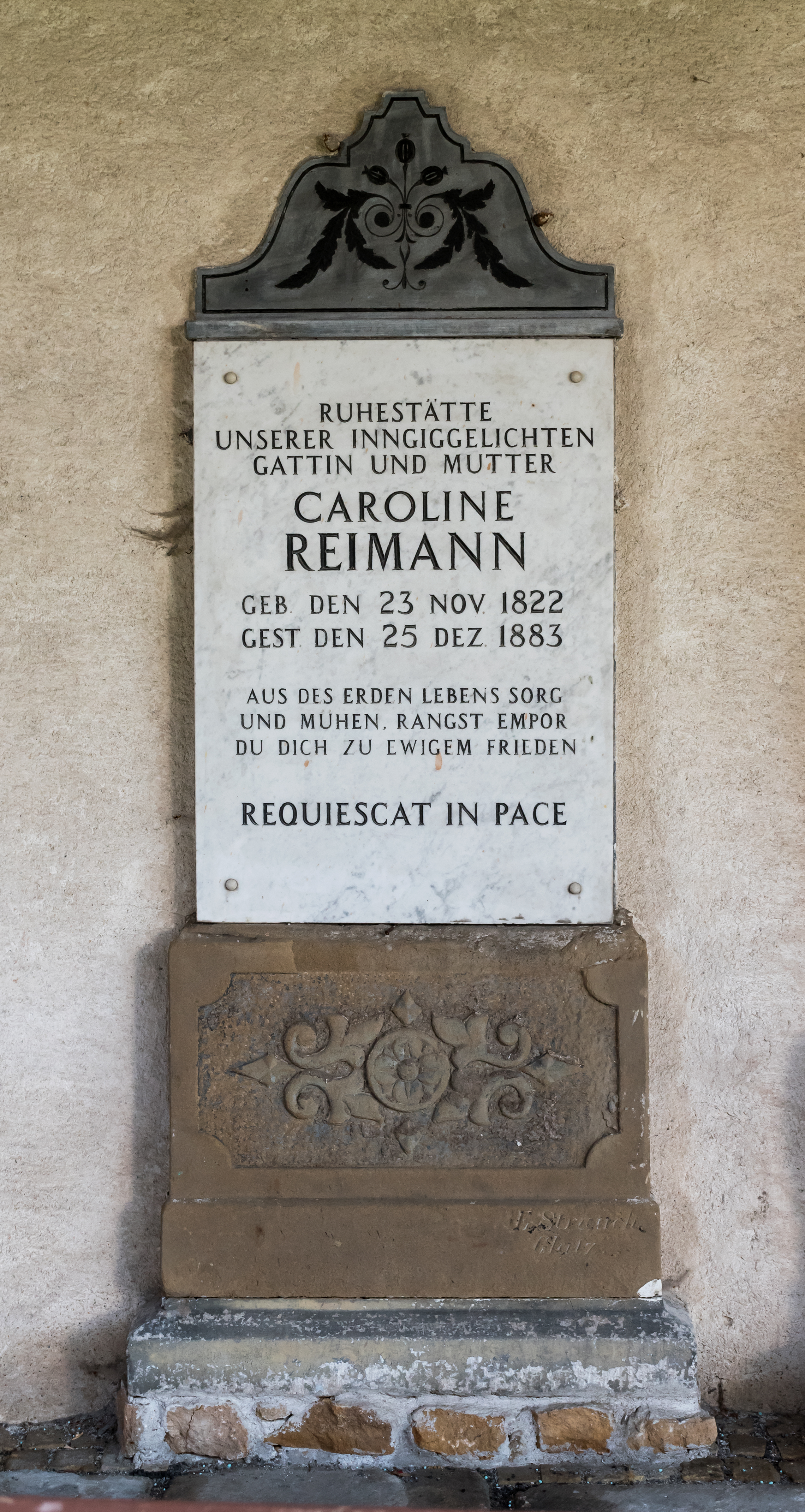
Grabinschrift Caroline Reimann, Rengersdorf (Krosnowice)

Aus der Ehe mit seiner Frau Caroline (1822–1883), mit der er 35 Jahre verheiratet war, gingen zwei Söhne und eine Tochter hervor. Sein ältester Sohn, Heinrich Reimann, wurde als Musikwissenschaftler, königlicher Bibliothekar und Organist in der Berliner Kaiser-Wilhelm-Gedächtniskirche bekannt. Sein zweiter Sohn, Franz, wurde Lehrer und Chorleiter im schlesischen Striegau.

## Werk
Die bekannteste Komposition Reimanns ist die Pastoralmesse in C-Dur, op. 110, für Soli, Chor, Orchester und Orgel. Wegen ihrer traditionell bevorzugten Aufführung während der Christmette erhielt sie den Beinamen Christkindlmesse. Mit ihrer eingehenden Melodik wird sie in Deutschland auch heute noch vor allem um die Weihnachtszeit häufig aufgeführt.
Von den über 800 Kompositionen Reimanns wurden zu seinen Lebzeiten etwa 160 gedruckt. Das Werkverzeichnis, erst in neuerer Zeit zusammengetragen, enthält für den Kirchengebrauch 125 Messen, 19 Requiems, 6 Tedeums, 117 Offertorien, 122 Graduale, 37 Litaneien, 34 Salve, 33 Alma, 14 Ave Regina, 10 Regina coeli, 10 Asperges, 6 Vidi aquam, 5 Miserere, 88 Begräbnislieder, 7 Kantaten, 2 Sätze Fronleichnamsstationen und 6 Vespern. Für den Konzertsaal komponierte er Ouvertüren, Märsche, Symphonien, Oratorien, Tänze, Lieder und Tonstücke für Männerstimmen und für gemischte Chöre.

## Ignaz-Reimann-Festival
Im Jahr 2002 trafen sich auf Initiative von Siegmund Pchalek, dem Biographen von Ignaz Reimann, Clemens Tommek sowie Ryszard Szkoła und Stanisław Paluszek, Pfarrer bzw. Organist der Basilika in Albendorf, Chöre aus Polen, Tschechien und Deutschland in Wambierzyce, dem früheren Albendorf, zur gemeinsamen Aufführung Reimannscher Musik. Das Ignaz-Reimann-Festival war geboren. Am Beginn stand die Aufführung der Christkindlmesse. Die Veranstaltung entwickelte sich zu einem jährlichen Ereignis, in das auch Krosnowice, der Wirkungsort Reimanns, und Radków (ehemals Wünschelburg) einbezogen wurden. Das Festival erstreckte sich bald über mehrere Tage. Am 12. und 13. Juli 2014 fand das Ignaz-Reimann-Festival zum dreizehnten Male statt.